# Denisa Șandru
Denisa Ștefania Șandru, ursprungligen Dedu, född 27 september 1994 i Brașov, är en rumänsk handbollsmålvakt.

## Karriär

### Klubbkarriär
Denisa Șandru, tidigare Dedu, började spela i hemstaden Dinamo Brasov men när hon var 16 år valde hon den större klubben Corona Brasov där hon spelade till 2017. Främsta meriten var brons i EHF-cupen. Hon bytte sedan klubb till ungerska Siofok KC där hon spelade i två år och var med och vann EHF cupen 2019. Hon bytte sedan klubb till CSM Bucaresti i hemlandet. Efter två år i Bucaresti skulle hon spela för CS Rapid Bucaresti men det blev ett år då hon var gravid. 2022 började hon spela för klubben.

### Landslagsspel
Șandru debuterade i landslaget och var med i rumänska laget som spelade i EM 2016 i Sverige. Hon gjorde en mycket bra match då Rumänien besegrade Ryssland i Helsingborg 2016. Hon har sedan spelat i VM 2017 i Tyskland och i EM 2018 i Frankrike och spelar nu VM 2019 i Japan. I Japan 2019 var hon en av de viktigaste spelarna då Rumänien vände ett stort underläge mot Ungern i gruppspelet och till slut vann med uddamålet. Det betydde att Rumänien tog sig till mellanrundan och Ungern blev utslagna ur VM.

## Meriter
- EHF European Cup Vinnare 2019  med Siofok, Brons 2016 med Corona Brasov
- World University Championship: Silver 2016
- Carpathian Trophy Utsedd till bästa målvakt i turneringen 2016